# Kelly Perdew
Kelly Crawford Perdew (* 29. Januar 1967 in Carlsbad, Kalifornien, USA) ist ein US-amerikanischer Unternehmer und Gewinner der zweiten Staffel der Fernsehserie The Apprentice.

## Leben
Kelly Perdew besuchte zunächst die United States Military Academy in West Point und erhielt 1989 sein Diplom in Öffentlichkeitsarbeit und Nationale Sicherheit. Nach seinem Abschluss ging er zur US Army und wurde für zwei Jahre Offizier. Nach seiner ehrenvollen Entlassung im Range eines First Lieutenant besuchte Perdew die UCLA, wo er seinen Doktor in Betriebsökonomie machte.
Nach seiner Ausbildung wurde Perdew Geschäftsführer der Firma CoreObjects, einer Softwareentwicklungsfirma in Los Angeles.

## The Apprentice
In der zweiten Staffel von The Apprentice war Perdew der älteste Kandidat und setzte sich souverän gegen seine Mitbewerber durch. Als Gewinner von The Apprentice wurde Perdew für den Bau der Wohnungen Trump Place in Manhattan engagiert. Sein Wirken war sehr erfolgreich, sodass Donald Trump ihn später zum Vizepräsidenten seiner Firma Trump Ice berief.